# Drive (film 2011)
Drive – kryminalny film neo-noir produkcji amerykańskiej z roku 2011 w reżyserii Nicolasa Windinga Refna. Scenariusz na podstawie powieści Jamesa Sallisa o tym samym tytule napisał Hossein Amini. W rolach głównych wystąpili Ryan Gosling oraz Carey Mulligan.

## Obsada
- Ryan Gosling jako Driver
- Carey Mulligan jako Irene
- Christina Hendricks jako Blanche
- Oscar Isaac jako Standard Guzman
- Ron Perlman jako Nino
- Bryan Cranston jako Shannon
- Albert Brooks jako Bernie Rose
- Kaden Leos jako Benicio
- James Biberi jako Cook
- Russ Tamblyn jako Doc
- Tiara Parker jako Cindy, młoda kobieta
- Tim Trella jako Zabójca
- Joe Bucaro III jako Szofer
- Tina Huang jako Kelnerka
- John Pyper-Ferguson jako Zarośnięty gbur
- Andy San Dimas jako Striptizerka
- Joe Pingue jako Zastępca reżysera
- Cesar Garcia jako Kelner
- Chris Muto jako Jack
- Steve Knoll jako Gwiazda filmowa

## Nagrody i nominacje
64. Międzynarodowy Festiwal Filmowy w Cannes
- nagroda: najlepszy reżyser − Nicolas Winding Refn
- nominacja: Złota Palma − Nicolas Winding Refn